# Lukas Sidar
Lukas Sidar (* 6. September 1997) ist ein österreichischer Fußballspieler.

## Karriere
Sidar begann seine Karriere beim FC Ligist. Im Mai 2013 spielte er erstmals für die erste Mannschaft von Ligist in der Unterliga. Nach sechs Einsätzen in der sechsthöchsten Spielklasse wechselte er im September 2013 zum siebtklassigen SVU St. Stefan/Stainz. Nach sieben Einsätzen für St. Stefan in der Gebietsliga kehrte er im Februar 2014 wieder nach Ligist zurück. Mit Ligist stieg er 2017 in die Gebietsliga ab.
Nach 88 Ligaeinsätzen für den Verein in den Spielklassen sechs und sieben wechselte Sidar zur Saison 2018/19 zum fünftklassigen USV Mooskirchen. In seiner ersten Oberligasaison machte der Angreifer ein Tor in 22 Einsätzen. Zur Saison 2019/20 schloss er sich dem Ligakonkurrenten ASK Köflach an. Für Köflach absolvierte er 37 Oberligapartien, ehe er mit Köflach 2022 in die Landesliga aufstieg. In der Saison 2022/23 absolvierte er 28 Spiele in der vierthöchsten Spielklasse.
Zur Saison 2023/24 wechselte Sidar zum Regionalligisten ASK Voitsberg. In jener Saison kam er zu 23 Einsätzen in der Regionalliga, mit Voitsberg stieg er als Meister in die 2. Liga auf. Sein Zweitligadebüt gab er anschließend im August 2024, als er am ersten Spieltag der Saison 2024/25 gegen den SKU Amstetten in der 85. Minute für Marco Allmannsdorfer eingewechselt wurde.